# Исход (поэма)
«Исход» — поэма на уэссекском диалекте древнеанглийского языка. Она является стихотворным переложением 13 и 14 глав библейской Книги Исход и поэтому получила условное название «Исход» (лат. Exodus).
Сохранилось 589 строк поэмы. Поэма является классическим образцом героического религиозного эпоса: Моисей описан, как германский вождь, которого окружают «князья» (eorla); хищные птицы и волки пророчат гибель войску фараона:
 «Волки в ярости,

 Мрачные звери боя, во мраке пели,

 Песнь погребальную войску вослед —

 Пророча многим скорую гибель»
(перевод Е.А Мельниковой).
По мнению некоторых специалистов, текст поэмы использовался в мистериях во время пасхальных богослужений.